# Willem I van Egmont
Willem I van Egmont (ca.1180 - Elbe, 17 mei 1234) was heer van Egmont.
Hij was een zoon van Wouter van Egmont en Mabelia van IJsselmonde. Hij werd op 28 augustus 1215 tot rentmeester of voogd van de Sint-Adelbertabdij benoemd, dit deed hij tot 1221. Hij liet in 1227 een kapel bouwen bij het slot aan de hoeven. Hij was onder de aanzienlijke edelen ten tijde van de graven Willem I en Floris IV, was evenals zijn vader advocatus der abdij en werd in 1227 door de abt met verschillende goederen beleend, zodat hij blijkbaar de leenheerschappij der abten erkende, al twistte hij ook langdurig met hen over rechten, die hij aan zichzelf ontleende. In het voorjaar van 1234 trok hij mee met Floris IV van Holland als vazal om de stedingers een halt toe te roepen, in een van de veldslagen nabij de Elbe werd Willem gedood. Zijn lichaam werd teruggebracht en begraven in het slotkapel in Egmond aan den Hoef.
Willem was gehuwd met Badeloch van Haarlem, waarmee hij minstens een zoon had:
- Gerard van Egmont